# Eurytoma blanci
Eurytoma blanci är en stekelart som beskrevs av Jean-Jacques Kieffer 1902. Eurytoma blanci ingår i släktet Eurytoma och familjen kragglanssteklar.
Artens utbredningsområde är Frankrike. Inga underarter finns listade i Catalogue of Life.